# Black Snake Moan
Black Snake Moan is een Amerikaanse film uit 2006 geregisseerd door Craig Brewer. De hoofdrollen worden vertolkt door Samuel L. Jackson en Christina Ricci. De titel van de film komt van het lied van Lemon Jefferson uit 1927.

## Verhaal
De godvrezende verbitterde (omdat zijn vrouw en broer samen een affaire hadden) landbouwer en voormalig bluesgitarist Lazarus Woods (Samuel L. Jackson), vindt op een verlaten weg de voor dood achtergelaten Rae Doole (Christina Ricci). Ze werd daar gedumpt door Gill Morton (Michael Raymond-James), een vriend van haar vriendje Ronnie Morgan (Justin Timberlake) die zelf op missie is bij het leger, die haar na een losbandig avondje feesten probeerde te verkrachten maar haar na een belediging in elkaar sloeg. Lazarus brengt haar naar zijn huis en neemt de taak op zich Rae te genezen van haar verwondingen. 
Lazarus bezoekt Tehronne (David Banner) van wie hij denkt dat die Rae in elkaar geslagen heeft. Via Tehronne komt hij er achter dat Rae een nogal promiscuïteit leven leidt van drugs en seks. Rae probeert een paar keer te vluchten. Hierop ketent Lazarus haar aan de radiator vast met een zware ketting zodat ze niet meer weg kan vluchten. Lazarus zegt dat het zijn spirituele plicht is om haar te genezen van haar zondige wegen, en zegt dat hij weigert haar vrij te laten, totdat ze haar verstand weer terug heeft. Na een tijdje begint Rae hem te vertrouwen.
Op een dag komt pastoor en goede vriend R.L. (John Cothran Jr.) bij Lazarus op bezoek en vindt uit dat hij Rae vasthoudt. Hij overhaalt hem Rae aan te spreken over haar vele seksuele uitspattingen, en zo komt boven water dat ze als kind onder het oog van haar moeder misbruikt werd door haar stiefvader. 
In de tussentijd komt haar vriendje Ronnie terug, nadat hij vanwege zijn ernstige angststoornis uit het leger is ontslagen. Thuis gekomen kan hij Rae niet vinden en gaat hij op zoek naar haar, hij komt Gill tegen, die hem vertelt dat Rae hem ontrouw is. Ronnie valt Gill aan steelt zijn truck en gaat verder op zoek naar Rae. 
De volgende ochtend besluit Lazarus dat hij niet het recht heeft Rae's levenswijze te veroordelen en ontdoet haar van de ketting. Ze besluit echter toch bij hem te blijven. Even later gaan Rae en Lazarus naar de stad, waar Rae haar moeder Sandy Doole (Kim Richards) confronteert over het seksueel misbruik door haar stiefvader. Lazarus die een romance heeft met de plaatselijke apotheker, Angela (S. Epatha Merkerson) geeft wat later een bluesoptreden in een lokale bar, dat Rae bijwoont.
Als Ronnie Rae bij Lazarus vindt confronteert hij hen met een pistool. Lazarus kan echter op hem inpraten en haalt er R.L. bij. Samen komen ze eruit dat Ronnie en Rae elkaar nodig hebben en de twee besluiten in het huwelijk te treden. Na de ceremonie krijgt Ronnie weer een aanval, waarop ook Rae het weer begint te verliezen. Ze herpakt zich echter en slaat haar armen om Ronnie om hem te helpen.

## Rolverdeling
| Acteur                | Personage     | Opmerkingen                                                                                    |
| --------------------- | ------------- | ---------------------------------------------------------------------------------------------- |
| Samuel L. Jackson     | Lazarus Woods | Protagonist                                                                                    |
| Christina Ricci       | Rae Doole     | Protagoniste                                                                                   |
| Justin Timberlake     | Ronnie Morgan | Rae's vriend                                                                                   |
| John Cothran Jr.      | Pastoor R. L. |                                                                                                |
| S. Epatha Merkerson   | Angela        | Medewerkster apotheek                                                                          |
| David Banner          | Tehronne      | Lokale drugsdealer                                                                             |
| Michael Raymond-James | Gill Morton   | Vriend van Ronnie                                                                              |
| Adriane Lenox         | Rose Woods    | Lazarus' ex-vrouw                                                                              |
| Kim Richards          | Sandy Doole   | Rae's moeder                                                                                   |
| Neimus K. Williams    | Lincoln James | Tiener die Lazarus helpt op de boerderij.                                                      |
| Leonard L. Thomas     | Deke Woods    | Lazarus' broer                                                                                 |
| Claude Phillips       | Bojo          | Barman Lazarus' kroeg                                                                          |
| Amy Lavere            | Jesse         |                                                                                                |
| Clare Grant           | Kell          |                                                                                                |
| Son House             | zichzelf      | Amerikaans bluesartiest. Hij overleed in 1988. In de film zijn archiefbeelden van hem te zien. |

## Prijzen en nominaties
- 2007 - Teen Choice Award
  - Genomineerd: Beste nieuwkomer (Justin Timberlake)